# Puzzle Agent 2
Puzzle Agent 2 est un jeu vidéo d'aventure et de réflexion développé et édité par Telltale Games, sorti en 2011 sur Windows, Mac et iOS.
Il fait suite à Puzzle Agent.

## Accueil
- Jeuxvideo.com : 14/20[1]